# Robert Bakker

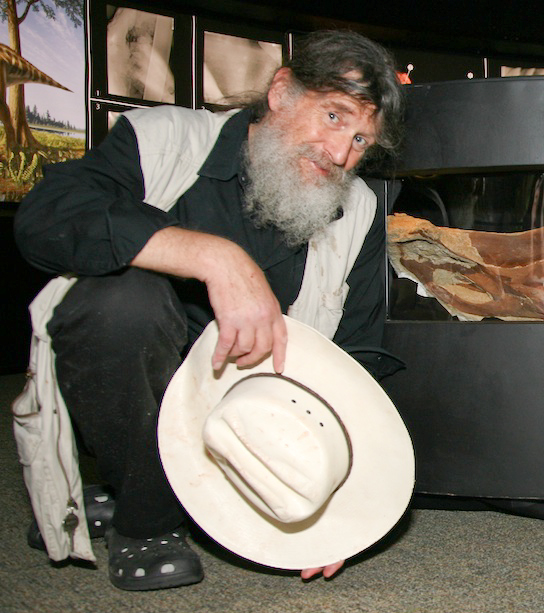
Robert Bakker (2008)

Robert Thomas „Bob“ Bakker (* 24. März 1945 in Ridgewood, Bergen County, New Jersey) ist ein US-amerikanischer Paläontologe und Maler auf dem Gebiet der Dinosaurier.

## Leben
Als Viertklässler las Bakker 1955 einen Artikel über „mysteriöse Biester“ namens Dinosaurier. Dieser Artikel und seine dramatischen Illustrationen fesselten den 10-jährigen und sie faszinierten ihn so, dass er damals schon beschloss, ein Dinosaurier-Experte zu werden. Er studierte ab 1968 unter dem berühmten Paläontologen John Harold Ostrom (1928–2005) an der Yale University und erhielt 1971 seinen Doktorgrad in Paläontologie an der Harvard University. Seitdem lehrte Bakker bis 1984 als Professor für Anatomie an der Johns Hopkins University in Baltimore, Maryland, und leitete dort die Forschungsabteilung. Er ist auch Gastdozent an mehreren Universitäten in Wyoming und Colorado. Er war Assistenzkurator am Tate Geological Museum des Casper College in Wyoming. Er ist Kurator für Paläontologie am Houston Museum of Natural Science.

### Forschung
Bakker revolutionierte Ende der 1960er Jahre die Darstellung von Dinosauriern in seinen Zeichnungen als aufrecht stehende Tiere mit abstehendem Schwanz (zur Balance). Diverse Thesen über die Charakteristika und der Lebensweisen dieser Kreaturen brachten ihm Anerkennung. Ostrom und Bakker stellten zusammen die Theorie auf, dass Dinosaurier keine wechselwarmen Riesenechsen gewesen sein sollen, sondern eher warmblütige Verwandte der Vögel, jeweils an ihre Umgebung gut angepasst, sehr intelligent und sehr sozial. Zuerst stand man dem skeptisch gegenüber, aber Ostrom bestärkte diese These mit aussagekräftigen Indizien, und bald schloss man sich ihr an. Bakker ließ keine Gelegenheit aus, bisherige Erkenntnisse über die interessante Welt prähistorischen Lebens anhand eigener Forschungsergebnisse zu revidieren. In seinem Werk The dinosaur heresies (1986-93) präsentierte er der Öffentlichkeit seine „Warmblut-Theorie“, und sofort änderte sich auch die Präsentation auf dem Gebiet der Dinosaurier dementsprechend: Museen im ganzen Land z. B. demontierten jahrzehntealte Dinosaurier-Skelette und bauten neue Ausstellungsstücke, die die alten Knochen im neuen Licht erscheinen ließen. Bis dahin war man noch der Ansicht gewesen, dass die Fortbewegung der Dinosaurier recht schwerfällig sein sollte und der große Schwanz hinterhergeschleppt wurde; nun allerdings hielten sie den Schwanz plötzlich waagerecht und kamen so viel schneller und recht behände vorwärts, genauso wie es Bakkers These annimmt. Bakker hat auch Belege vorgelegt, dass Allosaurier elterliche Fürsorge für ihren Nachwuchs übernommen haben.
Er wurde Fachmann auf dem Gebiet der Verhaltensforschung der Dinosaurier – der fleisch-, aber auch der pflanzenfressenden. Er hat gern die Zusammenhänge prähistorischen Lebens erörtert und kommentiert. Bakker wollte immer ganz in die Welt der Dinosaurier eintauchen, nicht nur an leblosen Museumsstücken studieren. Er wollte Dinosaurier real präsentieren, intellektuell die Ära des Jura besuchen, und so versuchte er den Besuchern seiner Ausstellung das Reich der Dinosaurier lebendig zu machen.
Bakker nahm als erster an, dass Dinosaurier Federn gehabt haben sollen, ein Standpunkt, der im letzten Jahrzehnt immer wieder spektakulär an sehr gut erhaltenen Fossilfunden aus China nachgewiesen werden konnte.
Trotz seines Erfolges kämpft Bakker immer noch gegen traditionelle Denkweisen über das Leben der Dinosaurier.

### Sonstiges
Bakker sieht kaum einen Widerspruch zwischen Religion und Wissenschaft und gehört der Pfingstbewegung an.
Er geht mit besonders viel Enthusiasmus daran, neue Werke zu erstellen und sich in TV-Sendungen zu präsentieren. Er verfasste populärwissenschaftliche und romanhafte Bücher auch für Jugendliche, wie Raptor red (1995-99), Raptor pack (2003) und Maximum triceratops (2004) u. a. Sie basieren auf seinen Thesen und paläontologischen Fakten. Auch arbeitet er gern mit Schulkindern und Studenten zusammen und versucht andere durch Diskussionen und Stegreif-Illustrationen für prähistorisches Leben zu begeistern. Bei den Dreharbeiten zum Film Jurassic Park war er ein wissenschaftlicher Fachberater.
Noch heute leitet Bakker Ausgrabungen von Fossilien in seinem Heimatstaat Wyoming.
Er hat die Gattungen Chassternbergia, Denversaurus, Nanotyrannus (1988), Drinker (1990) und Edmarka (1992) eingeführt.
Am 8. Oktober 2014 wurde ein Asteroid nach ihm benannt: (27425) Bakker.

## Werke
- The dinosaur heresies. Morrow, Zebra, Penguin, Longman, „Scientific & Technical“ & Kensington, New York, London, Harlow 1986-93. (inkl. Autobiographie)  ISBN 0-688-04287-2, ISBN 0-8217-5608-7, ISBN 0-14-010055-5, ISBN 0-14-015792-1, ISBN 0-582-00420-9, ISBN 0-8217-2859-8.
- Raptor red. Bantam & Goldmann, New York, London, Mailand, München 1995-99. ISBN 0-553-10124-2, ISBN 0-553-57561-9, ISBN 0-553-50369-3, ISBN 0-593-03919-X, ISBN 3-442-41595-0.
- The great dinosaur debate. Citadel, New York 2001, ISBN 0-8065-2260-7.
- Raptor pack. Random House, New York 2003, ISBN 0-375-82303-4, ISBN 0-375-92303-9.
- Maximum triceratops. Random House, New York 2004, ISBN 0-375-82304-2, ISBN 0-375-92304-7.
- Dactyls! Random House, New York 2005, ISBN 0-375-83013-8, ISBN 0-375-93013-2.
- Dinosaurs! Random House, New York 2005, ISBN 0-375-83141-X, ISBN 0-375-93141-4.